# Mostra (metropolitana di Napoli)
Mostra è una stazione della linea 6 della metropolitana di Napoli.

## Storia
Il progetto del 1981 della Linea Tranviaria Rapida prevedeva una stazione capolinea sotterranea a piazzale Tecchio. La struttura, da inaugurare in occasione dei mondiali di Italia '90, non fu mai realizzata. 
Solo in seguito all'approvazione, nel 1997, della conversione in metropolitana leggera della metrotranvia originale, si procedette, tra il 2005 e il 2006, alla realizzazione della stazione. Fu inaugurata l'11 gennaio 2007 ed entrò in servizio il successivo 4 febbraio, in concomitanza con l'apertura della tratta della linea fino a Mergellina. 
Nel 2013 la stazione fu chiusa a causa della sospensione del servizio in attesa dell'ultimazione del tracciato fino a Municipio. Fu riattivata il 17 luglio 2024, contestualmente alla riapertura della linea.

## Strutture e impianti
La stazione, progettata dallo Studio Protec, è inclusa nel circuito delle stazioni dell'arte. Sono esposte opere di Carla Accardi, Gabriele Basilico, Marisa Merz, Pino Musi, Gianni Pisani e Mario Sironi.  
Capolinea in attesa delle future estensioni verso Bagnoli e Posillipo, presenta due binari passanti in canna unica, serviti da altrettante banchine, posti a 15 metri di profondità sotto il livello stradale. 
Il piano mezzanino è collegato all'unico ingresso della stazione, posto a piazzale Tecchio in corrispondenza del Palazzo della Facoltà d'Ingegneria, tramite un corridoio e una scalinata. 
A nord è presente una piccola rimessa, allestita momentaneamente per il ricovero e la manutenzione dei rotabili, in attesa della realizzazione del deposito nelle aree ferroviarie dismesse adiacenti la stazione di Napoli Campi Flegrei. 
La stazione è collegata tramite un corridoio, accessibile dal piano mezzanino e attualmente interdetto al passaggio, alla vicina stazione Mostra-Stadio Maradona della Cumana.

## Galleria d'immagini

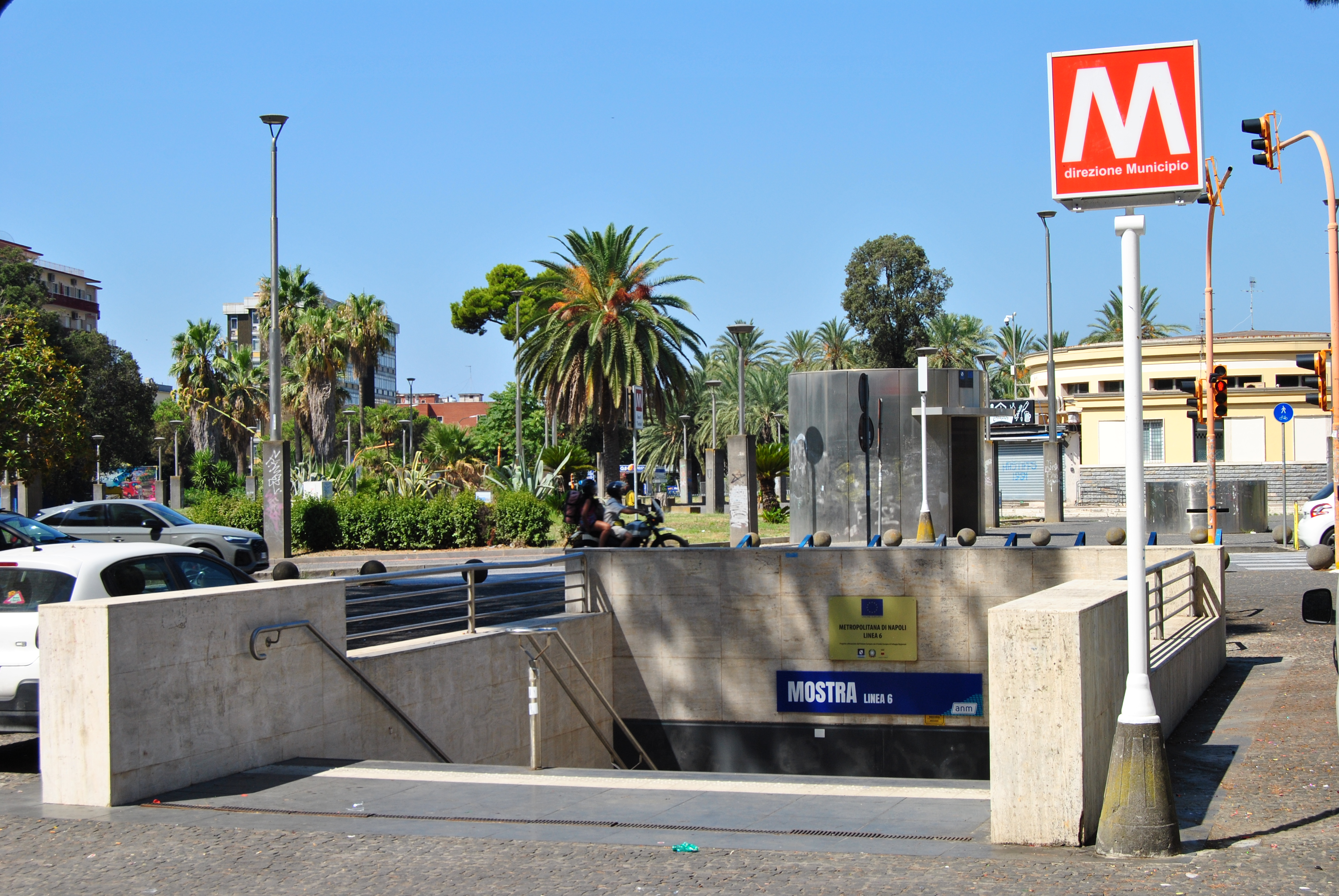
L'ingresso su piazzale Tecchio
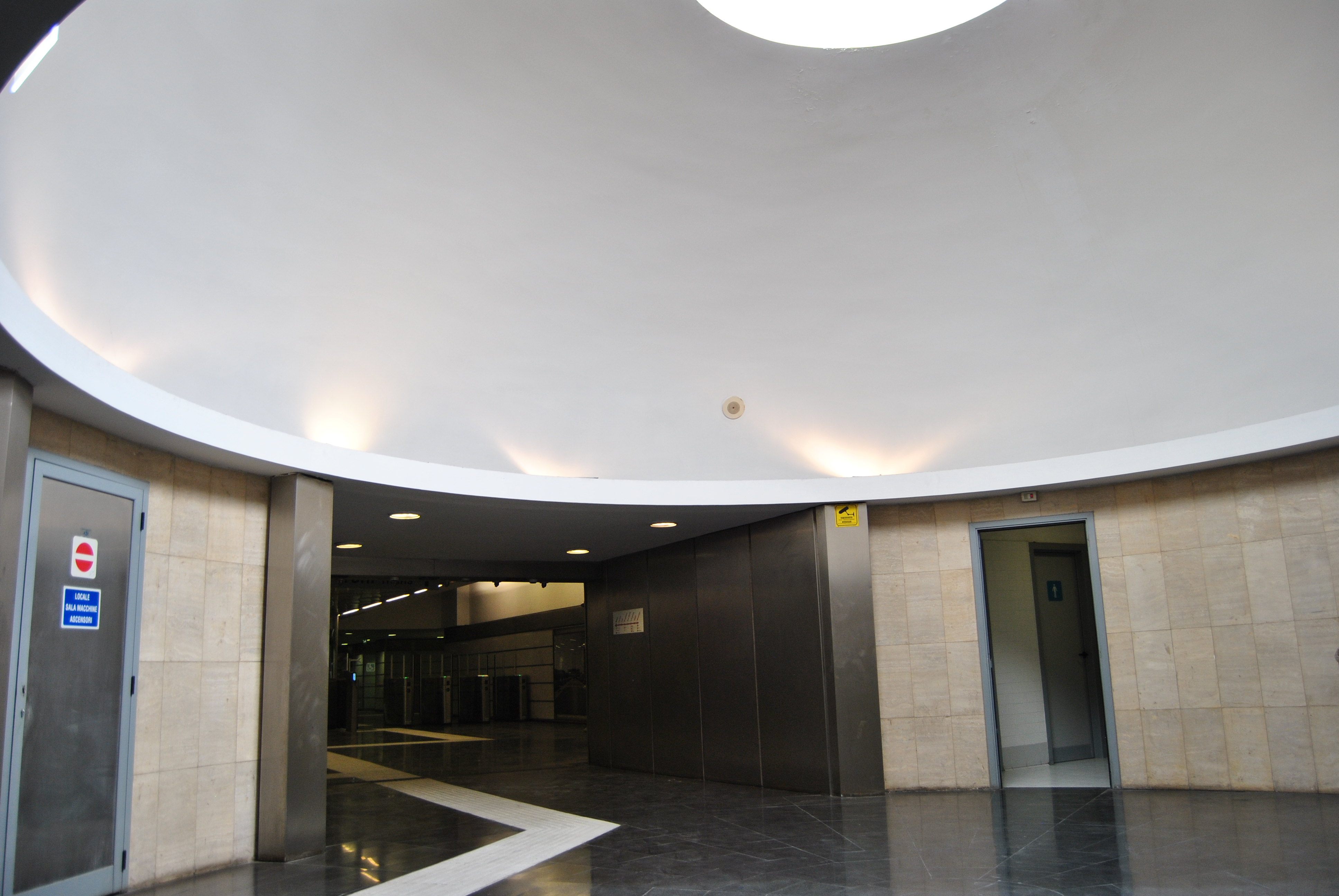
L'ingresso al mezzanino
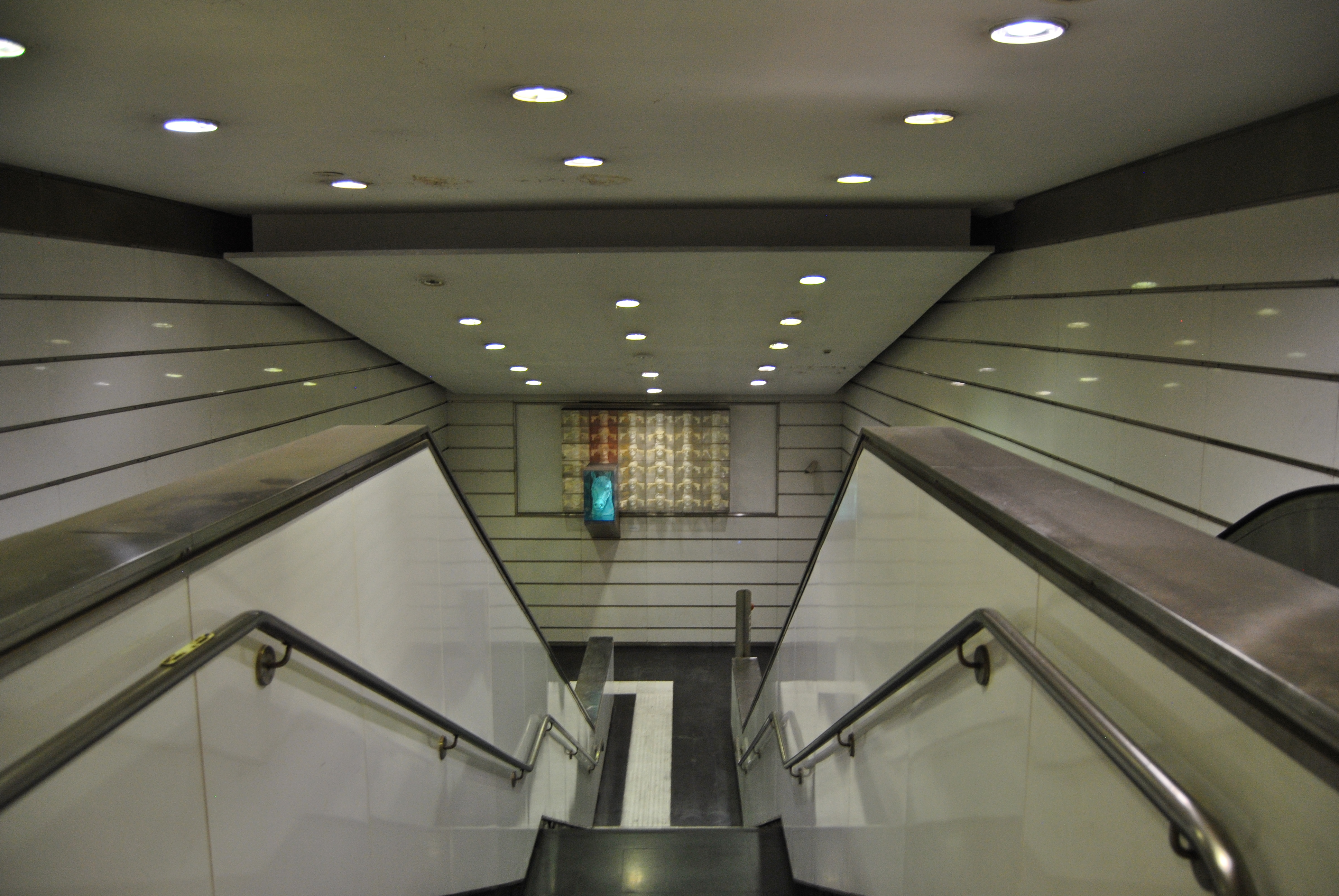
La discenderia alla banchina
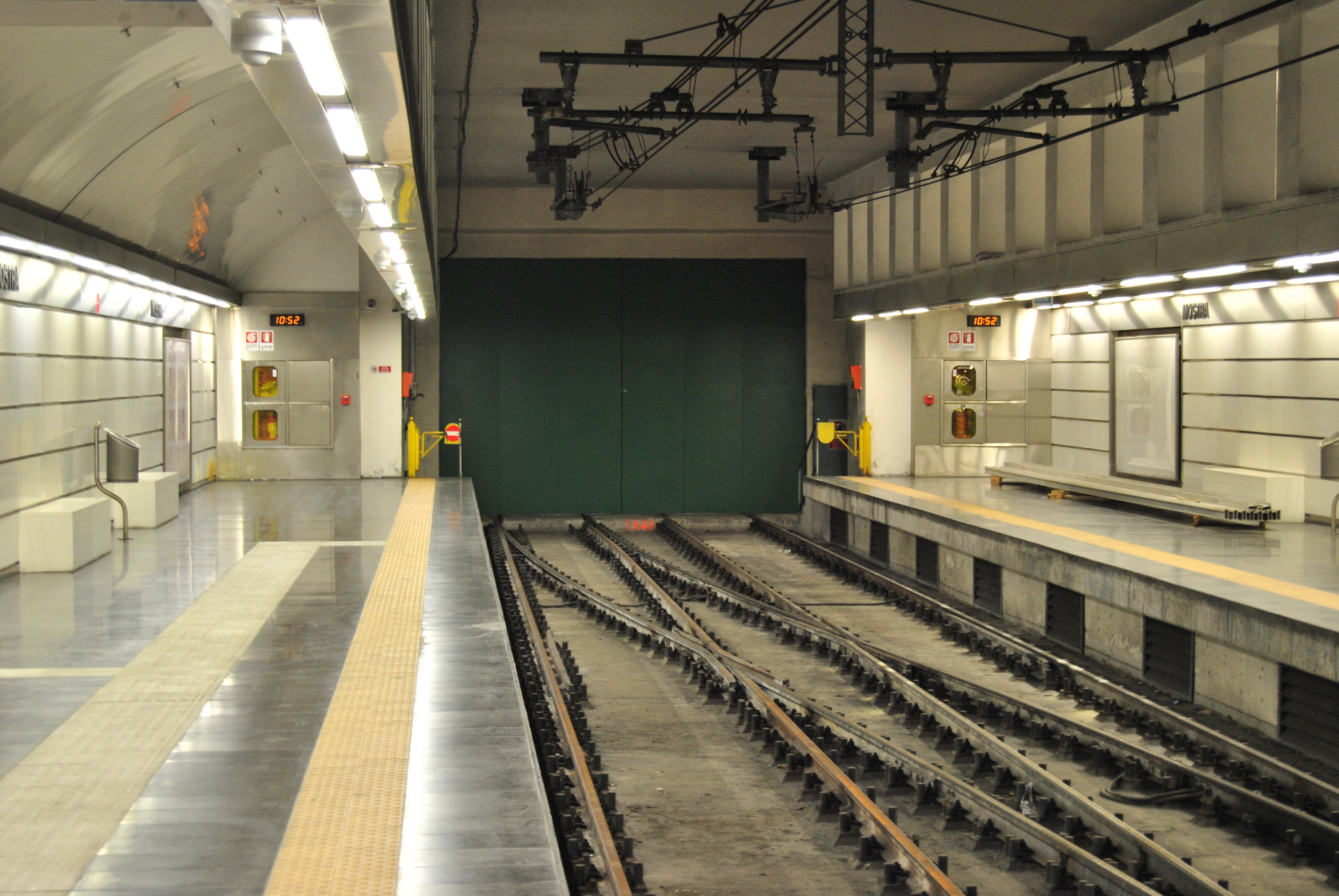
L'accesso alla rimessa posta a nord della stazione

## Servizi
La stazione dispone di:
- Biglietteria automatica
- Ascensori
- Stazione video sorvegliata

## Interscambi
- Stazione ferroviaria ( Napoli Campi Flegrei)
- Stazione ferroviaria (Mostra)
- Fermata autobus